# Emma Samuelsson
Emma Katinka Renée Samuelsson (Ölmevalla, 17 ottobre 1988) è una schermitrice svedese, specialista nella spada.

## Palmarès
- Mondiali

Mosca 2015: argento nella spada individuale.
- Europei

Gand 2007: argento nella spada individuale.